# The Powerpuff Girls Movie
The Powerpuff Girls Movie is een Amerikaanse animatiefilm uit 2002, gebaseerd op de animatieserie The Powerpuff Girls.

## Rolverdeling
- Cathy Cavadini - Blossom
- Tara Strong - Bubbles
- Elizabeth Daily - Buttercup
- Roger L. Jackson - Mojo Jojo
- Tom Kane - Professor Utonium
- Tom Kenny - Verteller, Burgemeester
- Jennifer Hale - Juf Keane
- Jennifer Martin - Miss Bellum

### Nederlandse stemmen
- Hetty Heyting - Blossom
- Marlies Somers - Bubbles
- Ingeborg Wieten - Buttercup
- Bram Bart - Mojo Jojo
- Fred Meijer - Professor Utonium
- Jon van Eerd - Verteller
- Olaf Wijnants - Burgemeester
- Hetty Heyting - Juf Keane
- Ingeborg Wieten - Miss Bellum